# Caius Iulius Euryclès
Pour l’article homonyme, voir Euryclès de Sparte.
Caius Iulius Euryclès (ou Euryclès de Sparte) est un acteur politique spartiate du Ier siècle avant notre ère. À l’origine de la grande famille des Euryclides, il était influent à Sparte mais aussi, plus largement, dans la région de Laconie.

## Famille
L'origine sociale de Caius Iulius Euryclès est assez floue mais, selon Plutarque, son père aurait été accusé de piraterie par Marc Antoine. Selon Christian Settipani, il pourrait descendre des anciens rois de Sparte.
Son grand-père, Eurykles, se prétendait descendant d'Héraclès, tandis que son père, Lachares, a été exécuté en -31 par Marc-Antoine pour piraterie. On lui connaît deux frères, Agesinigos et Leonidas. D'une épouse inconnue, il a trois fils, Lakon, dynaste de Sparte, Rhadamanthys et Deximachos.

## Biographie
Euryclès participe à la bataille d'Actium aux côtés d'Octave en 30 avant notre ère et cela lui permet de nouer des liens de clientèle avec ce dernier. Il obtient ainsi la citoyenneté romaine de la part d'Octave ; c'est pourquoi son praenomen est "Caius" et son nomen "Iulius". De plus, Octave lui donne l'île de Cythère et le place à la tête de la cité libre et immune qu'est Sparte en tant que "hégémon des Lacédémoniens". Toutefois, des débats historiographiques existent en ce qui concerne la nature concrète de son pouvoir et on peut noter que c'est principalement sur l’œuvre de Strabon que les historiens se basent pour faire d'Euryclès un dynaste ou un prince client de Sparte.
Profitant de cette situation favorable, Caius Iulius Euryclès commet toutefois des abus et il est ainsi exilé par Auguste entre 7 et 2 avant notre ère. Les raisons concrètes de cet exil restent obscures. Néanmoins, ses descendants gardent une position privilégiée en Laconie. En effet, Tacite range la famille parmi les primores Achaiorum. La famille des Euryclides étant liée par mariage à celle de Pompeius Macer, un ami de l'empereur Tibère, Euryclès revient d'exil sous le règne de Tibère et est alors réhabilité.

## Sources
Des sources de différentes natures nous donnent des informations sur Caius Iulius Euryclès. Ainsi, on retrouve, principalement dans la région de Laconie, des sources épigraphiques le mentionnant ainsi que des sources numismatiques, avec des monnaies portant le nom d'Euryclès. En ce qui concerne les sources épigraphiques, on retrouve par exemple une inscription qui nous montre qu’Euryclès était impliqué dans les affaires publiques de la cité dans la mesure où ces enfants sont mentionnés comme prenant part à des services religieux.

Concernant les sources littéraires, Raoul Baladié met en garde concernant l’œuvre de Strabon en mettant en avant le fait que Strabon recueille ses informations sur Euryclès à Rome et qu’il ne constitue donc pas une source directe. Selon Jean-Sébastien Balzat, l’emploi par Strabon du terme "hégémon" ne se fait pas pour son sens technique et le géographe utiliserait ce terme de façon générique pour parler d’Euryclès comme étant le chef de la cité. Bien que plus tardif, Plutarque constitue également une source importante pour l’étude d’Euryclès, dans la mesure où il écrit que ce personnage serait issu du milieu de la piraterie : 
« Cléopâtre, ayant reconnu Antoine, fit élever un signal sur son vaisseau. Antoine s’en approcha, puis y monta […]. À ce moment on aperçut des embarcations légères de la flotte de César qui s’étaient lancées à la poursuite. Antoine ordonna de tourner contre elles la proue du vaisseau et les refoula ; seul le Laconien Euryclès s’acharna obstinément, brandissant une javeline du haut du pont pour la lancer contre lui. Antoine, debout sur la proue, demanda : “qui est celui qui poursuit Antoine ?” Et l’autre répondit : “c’est moi, Euryclès, fils de Lacharès, qui profite de la Fortune de César pour venger la mort de mon père”. Ce Lacharès, accusé de piraterie, avait été décapité par ordre d’Antoine. Cependant Euryclès ne put se jeter sur le navire d’Antoine, mais, frappant de l’éperon de bronze l’autre vaisseau amiral (il y en avait deux), il le fit tournoyer et tomber sur le flanc ; il le prit, ainsi qu’un autre navire où se trouvait une splendide vaisselle de table » 